# Solrinnes
Solrinnes település Franciaországban, Nord megyében. Lakosainak száma 143 fő (2022. január 1.). Solrinnes Aibes, Bérelles, Choisies, Dimechaux, Eccles, Lez-Fontaine és Solre-le-Château községekkel határos.

## Népesség
A település népessége az elmúlt években az alábbi módon változott:
| Lakosok száma | 133  | 136  | 135  | 137  | 139  | 141  | 143  | 143  |
|               | 2013 | 2015 | 2017 | 2018 | 2019 | 2020 | 2021 | 2022 |